# Oreste Sindici
Oreste Sindici (Ceccano, 31 maggio 1828 – Bogotà, 12 gennaio 1904) è stato un compositore italiano naturalizzato colombiano.

## Biografia
Fu un compositore musicale nato in italia, famoso per essere l'autore della musica dell'Inno nazionale della Colombia. Nacque il 31 maggio del 1828 nel comune italiano di Ceccano che a quel periodo faceva parte dello Stato Pontificio e attualmente si trova  nella provincia di Frosinone. Il suo nome completo era Gioacchino Attilio Augusto Oreste Teofisto Melchiorre Sindici Topai e i suoi genitori erano Vincenzo Sindici e Teresa Topai. Suo padre morì quando aveva solo tre anni e poco tempo dopo sua madre decise di trasferirsi a Roma dove si risposò. Perciò, Oreste rimase fin dall'infanzia sotto la tutela di uno zio sacerdote, il padre Giacomo Sindici..
Per tanti anni i primi biografi di Sindici, gli storici Miguel Aguilera e Antonio Cacua Prada, sostennero che l'italiano ricevette formazione musicale presso l'Accademia Nazionale di Santa Cecilia di Roma. Tuttavia, il musicologo Alexander Klein, in una nuova indagine pubblicata nel 2017, presentò prove documentate per dimostrare che Sindici in realtà fece i suoi studi nell’Ospizio Apostolico di San Michele, istituto per bambini orfani dove studiò canto con il professore Angelo Scardavelli. Una volta uscito dall'ospizio, Sindici entrò a far parte di varie compagnie d'opera e recitò da primo tenore in diversi scenari di città come Lanciano, L'Aquila, Cosenza, Avellino e nel Teatro Capranica di Roma. Sullo scorcio del 1860, Sindici prese la decisione di imbarcarsi verso l’America, dove entro pochi mesi si unì alla compagnia lirica di Eugenio Luisia y Enrique Rossi-Guerra.
Con questa compagnia Sindici recitò da primo tenore, e insieme agli altri artisti mise in scena opere riconosciute come La Sonnambula, Rigoletto, Un ballo in maschera, Don Pascual ed El Juramento, le quali furono presentate in vari paesi del Sudamerica. Mesi dopo, gli artisti arriveranno a Cartagena de Indias il 12 de ottobre del 1862, città dove gli artisti rimasero per breve tempo prima d'iniziare il viaggio sul fiume Magdalena  e finalmente arrivare a Bogotà a inizi del 1863.
Trasferitosi a Bogotà come membro di una compagnia d’opera, acquisì la cittadinanza colombiana.
Musicò l'inno nazionale della Colombia.
Morì a Bogotà nel 1904.